# Placówka Straży Granicznej I linii „Janówka”
Placówka Straży Granicznej I linii „Janówka” – jednostka organizacyjna Straży Granicznej pełniąca służbę ochronną na granicy polsko-niemieckiej w okresie międzywojennym.

## Geneza
Na wniosek Ministerstwa Skarbu, uchwałą z 10 marca 1920 roku, powołano do życia Straż Celną. Od połowy 1921 roku jednostki Straży Celnej rozpoczęły przejmowanie odcinków granicy od pododdziałów Batalionów Celnych. W 1921 roku na terenie Wodzicznej stacjonował sztab 3 kompanii 14 batalionu celnego. 3 kompania wystawiła placówkę w Janówce. Proces tworzenia Straży Celnej trwał do końca 1922 roku. Placówka Straży Celnej „Janówka” weszła w podporządkowanie komisariatu Straży Celnej „Pomiany” z Inspektoratu SC „Ostrów”.

## Formowanie i zmiany organizacyjne
Rozporządzeniem Prezydenta Rzeczypospolitej Polskiej Ignacego Mościckiego z 22 marca 1928 roku, do ochrony północnej, zachodniej i południowej granicy państwa, a w szczególności do ich ochrony celnej, powoływano z dniem 2 kwietnia 1928 roku  Straż Graniczną.
Rozkazem nr 3 z 25 kwietnia 1928 roku w sprawie organizacji Wielkopolskiego Inspektoratu Okręgowego dowódca Straży Granicznej gen. bryg. Stefan Pasławski określił strukturę organizacyjną komisariatu SG „Laski”.
Z dniem 1 marca 1930 odtworzono w Janówce placówkę Straży Granicznej I linii.

## Służba graniczna
Sąsiednie placówki:
- placówka Straży Granicznej I linii „Wodziczna” ⇔ placówka Straży Granicznej I linii „Siemianice” − 1930[9]

## Kierownicy/dowódcy placówki
| stopień          | imię i nazwisko   | okres pełnienia służby | kolejne stanowisko |
| ---------------- | ----------------- | ---------------------- | ------------------ |
| starszy strażnik | Jan Szymański III | był 4 IX 1934          |                    |